# Abrocoma cinerea
Abrocoma cinerea là một loài động vật có vú trong họ Abrocomidae, bộ Gặm nhấm. Loài này được Thomas mô tả năm 1919. Loài này được tìm thấy ở Argentina, Bolivia, Chile, và Peru.